# Cereeae
Le Cereeae sono una tribù di piante succulente della famiglia delle Cactacee (sottofamiglia Cactoideae).

## Descrizione
Caratteristiche per il loro fusto colonnare e le grosse spine ricurve e pungenti.
Presentano poche costolature e nella stagione estiva producono dei fiori di tonalità giallo-rossa dalla fragranza dolcissima.

## Distribuzione e habitat

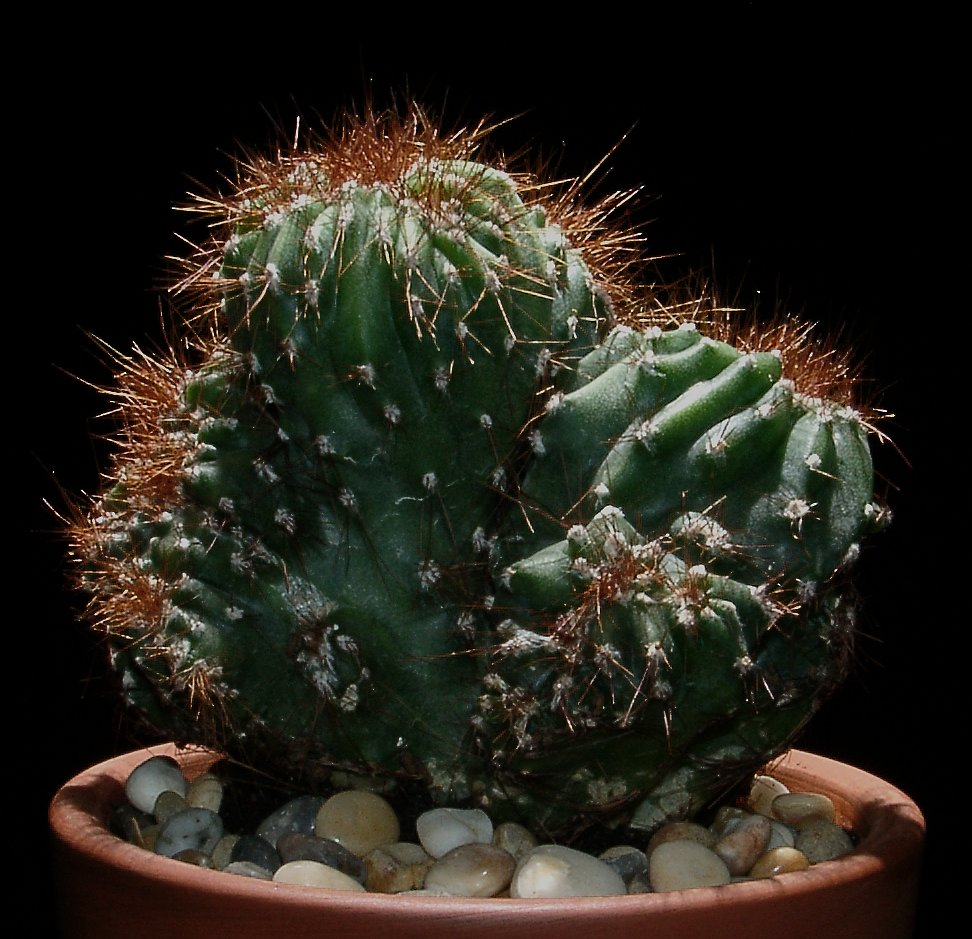
Cereus jamacaru

Questa tribù è originaria del territorio orientale del Sud America, dalla parte che si affaccia all'Oceano Atlantico, ed è concentrata soprattutto in Brasile, Uruguay e Argentina.

## Tassonomia
La tribù comprende i seguenti generi:
- Sottotribù Cereinae Britton & Rose, 1920
  - Arrojadoa Britton & Rose
  - Brasilicereus Backeb.
  - Cereus Mill.
  - Cipocereus F.Ritter
  - Coleocephalocereus Backeb.
  - Lagenosocereus Doweld
  - Melocactus Link & Otto
  - Micranthocereus Backeb.
  - Pilosocereus Byles & G.D.Rowley
  - Praecereus Buxb.
  - Stephanocereus A.Berger
  - Xiquexique Lavor, Calvente & Versieux

- Sottotribù Rebutiinae  Donald, 1955
  - Browningia Britton & Rose
  - Gymnocalycium Pfeiff. ex Mittler
  - Lasiocereus F.Ritter
  - Rebutia K.Schum.
  - Stetsonia Britton & Rose
  - Uebelmannia Buining

- Sottotribù Trichocereinae Buxb., 1958
  - Acanthocalycium Backeb.
  - Arthrocereus A.Berger
  - Borzicactus Riccob.
  - Brachycereus Britton & Rose
  - Chamaecereus Britton & Rose
  - Cleistocactus Lem.
  - Denmoza Britton & Rose
  - Discocactus Pfeiff.
  - Echinopsis Zucc.
  - Espostoa Britton & Rose
  - Espostoopsis Buxb.
  - Facheiroa Britton & Rose
  - Haageocereus Backeb.
  - Harrisia Britton
  - Leocereus Britton & Rose
  - Leucostele Backeb.
  - Loxanthocereus Backeb.
  - Matucana Britton & Rose
  - Mila Britton & Rose
  - Oreocereus Riccob.
  - Oroya Britton & Rose
  - Rauhocereus Backeb.
  - Samaipaticereus Cárdenas
  - Trichocereus (A.Berger) Riccob.
  - Vatricania Backeb.
  - Weberbauerocereus Backeb.
  - Yungasocereus F.Ritter